# Joan Commeleran i Carrera
Joan Commeleran i Carrera (Barcelona, 1902-1992) fou un pintor català.
Es formà a l'Escola d'Arts i Oficis de la Llotja, sota les ordre de Francesc Labarta. Posteriorment es va traslladar a Madrid, i a partir de 1929 va començar a exposar regularment a galeries de Madrid i Barcelona, així com a Saragossa i Tarragona. A Barcelona, per exemple, va exposar a la Sala Badrinas (1929 i 1931), la Sala Parés (1930, 1933) i les Galeries Syra (1932, 1936 i 1937).
Fou un dels fundadors del grup d'artistes independents. Durant la guerra civil espanyola va ser un dels il·lustradors assidus de la revista Nova Ibèria. Durant la postguerra es va especialitzar en murals religiosos. Destaca una capella seva a Santa Maria del Mar, a Barcelona. També és obra seva el Sant Miquel que presideix l'església de Sant Miquel de Montblanc. La seva intervenció a la capella de Santa Maria de Bellvitge es dona per perduda. És considerat un paisatgista d'estil auster.